# Alexander Brem (Wirtschaftswissenschaftler)
Alexander Brem (* 1979 in Kötzting) ist ein deutscher Wirtschaftswissenschaftler und Universitätsprofessor an der Universität Stuttgart. Zum 1. Oktober 2024 wurde er dort zum Prorektor für Transfer und Internationales gewählt.
Nach Abschluss seines Diplomstudiums der Betriebswirtschaftslehre im Jahre 2004 arbeitete Alexander Brem als wissenschaftlicher Mitarbeiter am Lehrstuhl für Industriebetriebslehre an der FAU. Im Anschluss an seine Promotion im Herbst 2007 war Brem Geschäftsführer und Berater bei der VEND consulting GmbH, welche er bereits 2004 mitgründete.
Von 2011 bis 2014 war er Inhaber einer Juniorprofessur für Ideen- und Innovationsmanagement an der Friedrich-Alexander-Universität Erlangen-Nürnberg (FAU). Im Anschluss daran leitete er bis Dezember 2016 als Professor für Technologie- und Innovationsmanagement an der Syddansk Universitet (SDU) in Sønderborg, Dänemark, die interdisziplinäre Sektion „Innovation and Design Engineering“.
Von 2016 bis Dezember 2019 war er Inhaber des Lehrstuhls für Technologiemanagement an der FAU. Seit Januar 2020 ist er Institutsleiter und Inhaber eines Lehrstuhls für Entrepreneurship in Technologie und Digitalisierung an der Universität Stuttgart, welche durch den Mercedes-Benz-Fonds im Stifterverband gefördert wird. Die Professur ist Teil des Cyber Valley Baden-Württemberg. Zu den Forschungsschwerpunkten von Professor Brem gehören neben dem technologieorientierten Innovationsmanagement auch Kreativität sowie Entrepreneurship. Er gehört seit vielen Jahren zu den forschungsstärksten Betriebswirten im deutschsprachigen Raum und darüber hinaus zu einem der meistzitierten Wissenschaftlern seines Fachs weltweit.
Neben seiner Tätigkeit am Lehrstuhl fördert Brem als stv. Vorsitzender des Innovationsvereins „quer.kraft e.V.“ den Austausch zwischen Wissenschaft und Praxis.
Zum 1. Mai 2017 wurde er zum Honorarprofessor für Innovation und Entrepreneurship am Mads Clausen Institute der SDU ernannt, was im Jahr 2022 am Department of Technology and Innovation für fünf weitere Jahre verlängert wurde. Seit Januar 2021 ist er Vorsitzender des Aufsichtsrats des Technologie-Lizenz-Büro (TLB) der Baden-Württembergischen Hochschulen GmbH in Karlsruhe, zum Januar 2025 wurde er in den Vorstand des Instituts für Mikroelektronik Stuttgart berufen. Ferner ist der Mitglied im Forschungsdirektorin des gemeinsamen InnovationsCampus Mobilität der Zukunft (ICM) des Karlsruher Instituts für Technologie und der Universität Stuttgart.
Brem war editor-in-chief des International Journal of Innovation and Technology Management von 2018 bis 2021, sowie davor vier Jahre des International Journal of Entrepreneurial Venturing. Seit 2023 ist er Herausgeber der Zeitschrift IEEE Engineering Management Review, sowie der Zeitschrift Technological Forecasting and Social Change.